# François Jauffret
François Jauffret   (Bordeus, 9 de febrer de 1942) és un tennista professional francès retirat. El seu germà Pierre Jauffret també fou tennista professional.
En el seu palmarès consten dos títols individuals i set de dobles masculins en l'Era Open, que li van permetre arribar als llocs 20 i 33 dels rànquings respectius. Va formar part de l'equip francès Copa Davis en diverses ocasions i, de fet, té el rècord de més eliminatòries disputades amb l'equip francès amb un total de 35 entre els anys 1964 i 1978.

## Palmarès

### Individual: 7 (2−5)
| Títols per superfície |
| --------------------- |
| Dura (0−0)            |
| Gespa (0−0)           |
| Terra batuda (2−5)    |

| Resultat  | Núm. | Data                   | Torneig                    | Superfície   | Oponent           | Marcador           |
| --------- | ---- | ---------------------- | -------------------------- | ------------ | ----------------- | ------------------ |
| Finalista | 1.   | 24 de setembre de 1961 | París, França              | Terra batuda | Boro Jovanović    | 4−6, 2−6, 7−5, 3−6 |
| Finalista | 2.   | 22 de setembre de 1963 | París (2)                  | Terra batuda | Pierre Darmon     | 3−6, 2−6, 2−6      |
| Guanyador | 1.   | 10 de novembre de 1969 | Buenos Aires, Argentina    | Terra batuda | Željko Franulović | 3−6, 6−2, 6−4, 6−3 |
| Finalista | 3.   | 2 de maig de 1971      | París (3)                  | Terra batuda | Stan Smith        | 2−6, 4−6, 5−7      |
| Finalista | 4.   | 13 de maig de 1974     | Múnic, Alemanya Occidental | Terra batuda | Jürgen Fassbender | 2−6, 7−5, 1−6, 4−6 |
| Finalista | 5.   | 3 de març de 1975      | El Caire, Egipte           | Terra batuda | Manuel Orantes    | 0−6, 6−4, 1−6, 3−6 |
| Guanyador | 2.   | 21 de març de 1977     | El Caire                   | Terra batuda | Frank Gebert      | 6−3, 7−5, 6−3      |

### Dobles masculins: 14 (8−6)
| Títols per superfície |
| --------------------- |
| Dura (2−0)            |
| Gespa (0−0)           |
| Terra batuda (4−4)    |

| Resultat  | Núm. | Data                 | Torneig                         | Superfície   | Parella            | Oponents                           | Marcador           |
| --------- | ---- | -------------------- | ------------------------------- | ------------ | ------------------ | ---------------------------------- | ------------------ |
| Finalista | 1.   | 29 de març de 1971   | Niça, França                    | Terra batuda | Pierre Barthès     | Ilie Năstase Ion Țiriac            | 3−6, 3−6           |
| Guanyador | 1.   | 26 d'abril de 1971   | Catania, Itàlia                 | Terra batuda | Pierre Barthès     | Jan Kodeš Jan Kukal                | 7−6, 2−6, 6−3      |
| Finalista | 2.   | 26 d'abril de 1971   | París, França                   | Terra batuda | Pierre Barthès     | Tom Gorman Stan Smith              | 6−3, 5−7, 2−6      |
| Guanyador | 2.   | 30 d'octubre de 1972 | París                           | Dura (i)     | Pierre Barthès     | Andrés Gimeno Juan Gisbert         | 6−3, 6−2           |
| Finalista | 3.   | 5 d'agost de 1974    | Bretton Woods, Estats Units     | Terra batuda | Georges Goven      | Jeff Borowiak Rod Laver            | 3−6, 2−6           |
| Guanyador | 3.   | 28 d'octubre de 1974 | París (2)                       | Dura (i)     | Patrice Dominguez  | Brian Gottfried Raúl Ramírez       | 7−5, 6−4           |
| Guanyador | 4.   | 26 de maig de 1975   | Düsseldorf, Alemanya Occidental | Terra batuda | Jan Kodeš          | Harald Elschenbroich Hans Kary     | 6−2, 6−3           |
| Finalista | 4.   | 14 de juliol de 1975 | Kitzbühel, Àustria              | Terra batuda | Patrice Dominguez  | Paolo Bertolucci Adriano Panatta   | 2−6, 2−6, 6−7      |
| Guanyador | 5.   | 5 d'abril de 1976    | Niça                            | Terra batuda | Patrice Dominguez  | Wojciech Fibak Karl Meiler         | 6−4, 3−6, 6−3      |
| Guanyador | 6.   | 4 d'abril de 1977    | Montecarlo, Mònaco              | Terra batuda | Jan Kodeš          | Wojciech Fibak Tom Okker           | 2−6, 6−3, 6−2      |
| Guanyador | 7.   | 11 d'abril de 1977   | Murcia, Espanya                 | Terra batuda | Patrice Dominguez  | Patricio Cornejo Hans Gildemeister | 7−5, 6−2           |
| Finalista | 5.   | 4 de juliol de 1977  | Båstad, Suècia                  | Terra batuda | Jean-Louis Haillet | Mark Edmondson John Marks          | 4−6, 0−6           |
| Finalista | 6.   | 11 de juliol de 1977 | Hilversum, Països Baixos        | Terra batuda | Jean-Louis Haillet | José Higueras Antonio Muñoz        | 1−6, 4−6, 6−2, 1−6 |
| Guanyador | 8.   | 17 d'abril de 1978   | Niça (2)                        | Terra batuda | Patrice Dominguez  | Jan Kodeš Tomáš Šmíd               | 6−4, 6−0           |

## Trajectòria

### Individual
| Open d'Austràlia | A   | A   | A   | A   | 4R  | A   | A   | A    | A    | A     | A     | A    | A     | A     | A     | A     | A     | A    | A   | A   | 0 / 1     | 3 – 1     |
| Roland Garros | 3R  | 2R  | 1R  | 3R  | 2R  | SF  | 3R  | 4R   | 2R   | QF    | 4R    | 3R   | 4R    | SF    | 4R    | 4R    | 2R    | 1R   | 1R  | 1R  | 0 / 20    | 41 – 20   |
| Wimbledon | 1R  | A   | 2R  | 2R  | 3R  | A   | 1R  | A    | 2R   | 1R    | 1R    | 4R   | A     | 2R    | A     | 1R    | A     | A    | A   | A   | 0 / 11    | 9 – 11    |
| US Open | A   | A   | A   | A   | A   | A   | A   | A    | A    | A     | A     | A    | A     | A     | 4R    | A     | 2R    | A    | A   | A   | 0 / 2     | 4 – 2     |
| Total Victòries−Derrotes | 1−2 | 1−1 | 1−2 | 2−2 | 5−3 | 5−1 | 2−2 | 12−5 | 20−9 | 17−12 | 15−11 | 12−8 | 25−15 | 30−16 | 30−17 | 24−13 | 22−13 | 6−12 | 1−4 | 0−1 | 231 – 149 | 231 – 149 |
| Rànquing a final d'any | –   | –   | –   | –   | –   | –   | –   | –    | –    | –     | –     | –    | 45    | 20    | 39    | 26    | 58    | 95   | 284 |     |           |           |
| Llegenda: G: Guanyador; F: Finalista; SF: Semifinalista; QF: Quarts de final; Q: Qualificació; A: Absent; RR: Round Robin; NC: No celebrat |     |     |     |     |     |     |     |      |      |       |       |      |       |       |       |       |       |      |     |     |           |           |

### Dobles masculins
| Open d'Austràlia | A   | A   | A   | A   | A   | A   | A     | A     | A    | A     | A     | A   | A   | A   | 0 / 0    | 0 – 0    |
| Roland Garros | 2R  | 2R  | SF  | 2R  | A   | 2R  | 3R    | 3R    | SF   | 2R    | 1R    | A   | 3R  | 1R  | 0 / 16   | 19 – 16  |
| Wimbledon | QF  | A   | 1R  | 1R  | A   | A   | A     | 2R    | A    | A     | A     | A   | A   | A   | 0 / 4    | 4 – 4    |
| US Open | A   | A   | A   | A   | A   | A   | A     | A     | A    | A     | A     | A   | A   | A   | 0 / 0    | 0 – 0    |
| Total Victòries−Derrotes | 1−2 | 7−6 | 6−3 | 8−7 | 5−4 | 6−5 | 20−12 | 14−11 | 11−9 | 17−12 | 12−10 | 4−2 | 5−3 | 0−1 | 116 – 87 | 116 – 87 |
| Rànquing a final d'any | –   | –   | –   | –   | –   | –   | –     | –     | 84   |       |       | 228 |     | 215 |          |          |
| Llegenda: G: Guanyador; F: Finalista; SF: Semifinalista; QF: Quarts de final; Q: Qualificació; A: Absent; RR: Round Robin; NC: No celebrat |     |     |     |     |     |     |       |       |      |       |       |     |     |     |          |          |

## Guardons
- Cavaller de la Legió d'Honor (1996)[1]